# Saul
Saul (/Sɔːl/; Tiếng Do Thái: שָׁאוּל – Šāʾūl, tiếng Hy Lạp: Σαούλ, phiên âm tiếng Việt: Sa-un hoặc Sau-lơ   nghĩa là "đã cầu xin, đã cầu xin"), theo Kinh thánh Hebrew, là vị vua đầu tiên của Vương quốc Israel (Israel và Judah). Triều đại của ông, theo kinh thánh bắt đầu vào cuối thế kỷ 11 trước công nguyên
, được cho là đã đánh dấu sự chuyển đổi từ một bộ lạc sang xã hội phong kiến.

## Xuất thân
Cuộc đời và triều đại của Sau-lơ được mô tả chủ yếu trong Kinh thánh Hebrew. Theo văn bản, ông đã được xức dầu bởi nhà tiên tri Samuel và bắt đầu trị vì ở Gibeah. Ông đã tự sát bởi thanh kiếm của chính mình để tránh bị bắt trong trận chiến chống lại người Philistines tại núi Gilboa, trong đó ba người con trai của ông cũng bị giết. Sự kế vị ngai vàng của ông đã gây ra cuộc tranh chấp giữa Ish-bosheth, con trai duy nhất còn sống của ông, và con rể của ông David, người cuối cùng đã chiến thắng. Theo văn bản tiếng Hebrew của Kinh thánh, Sau-lơ trị vì trong hai năm, nhưng các học giả thường đồng ý rằng thời gian trị vì của Sau-lơ là khoảng hai mươi hoặc hai mươi hai năm.
Theo Tanakh, Sau-lơ là con trai của Kish, của gia đình Matrites, và một thành viên của chi phái Bên-gia-min, một trong mười hai bộ tộc của Israel. 

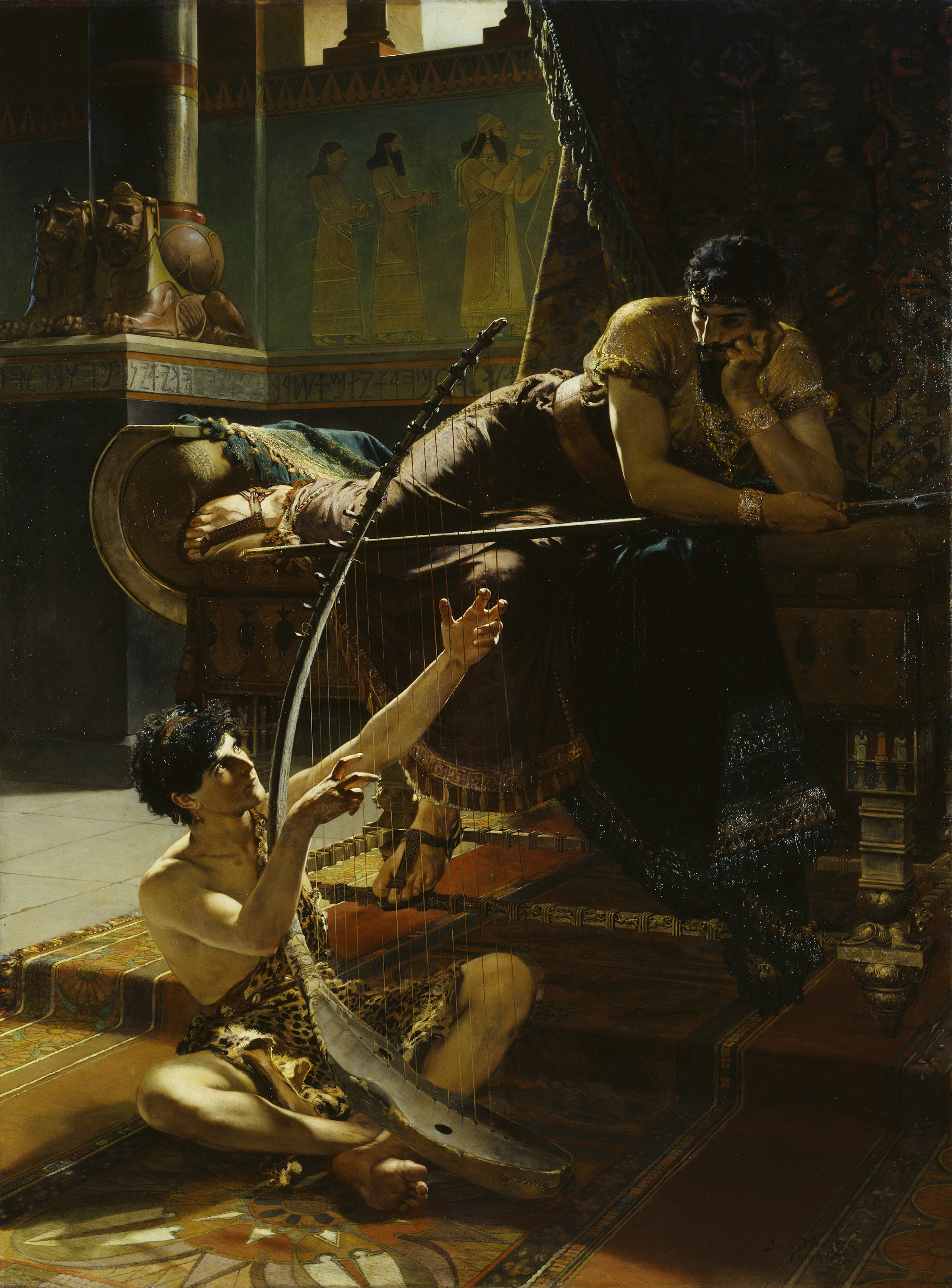
David và Saul (1885) bởi Julius Kronberg.

Sau-lơ kết hôn Ahinoam, con gái của Ahimaaz, người đã sinh cho ông bốn người con trai (Jonathan, Abinadab, Malchishua, Ish-Bosheth và hai cô con gái (Merab và Michal).
Sau-lơ cũng có một vợ lẽ được đặt tên Rizpah, con gái của Aiah, người đã sinh cho ông hai người con trai, Armoni và Mephibosheth (2 Sa-mu-ên 21: 8).
Sau-lơ chết trong trận chiến núi Gilboa (1 Sa-mu-ên 31: 3–6; 1 Sử ký 10: 3–6), và được chôn cất ở Zelah, trong khu vực Benjamin (2 Sa-mu-ên 21:14). Ba người con trai của Sau-lơ - Jonathan, Abinadab và Malchishua - đã chết cùng ông tại Núi Gilboa (1 Sa-mu-ên 31: 2; 1 Sử ký 10: 2). Ish-bosheth đã trở thành vua của Israel, Ở tuổi bốn mươi. Theo yêu cầu của David, Abner đã cho Michal trở lại với David. Ish-bosheth trị vì trong hai năm, nhưng sau cái chết của Abner, ông bị giết bởi hai thuộc cấp của chính mình (2 Sa-mu-ên 4: 5).
Trong nạn đói, Jehovah nói với vua Đa-vít rằng điều này xảy ra do cách Sau-lơ đối xử với người Gibeonites.Người Gibeonites nói với Vua Đa-vít rằng chỉ cái chết của bảy người con trai của Sau-lơ mới bù đắp được cho họ vì họ đã mất kế sinh nhai sau khi các thầy tế lễ tại Nô-bi bị Sau-lơ giết (2 Sa-mu-ên 21: 1-6).. David then granted the Gibeonites the jurisdiction to individually execute Saul's surviving seven sons. Theo đó, David đã giao cho họ Armoni, Mephibosheth, và năm cháu trai của Sauul (con trai của Merab và Adriel con trai của Barzelli) cho người Gibeonites, kẻ đã giết họ (2 Sa-mu-ên 21: 8–9). Người Gibeonites đã giết cả bảy người, và treo xác họ tại cung thánh ở Gibeah (2 Sa-mu-ên 21: 8-9) . Trong năm tháng, thi thể họ bị vứt bỏ ngoài đồng hoang, Rizpah vì quá đau buồn đã bảo vệ họ khỏi bị thú dữ và chim săn mồi ăn thịt (2 Sa-mu-ên 21:10). Cuối cùng, David đã đưa thi thể xuống và chôn cất trong ngôi mộ của gia đình tại Zelah cùng với hài cốt của Saul và anh trai cùng cha khác mẹ của họ là Jonathan. (2 Sa-mu-ên 21: 13-14). Michal không có con (2 Sa-mu-ên 6:23).
Hậu duệ nam duy nhất của Sau-lơ còn sống sót là Mephibosheth, con trai què của Jonathan (2 Sa-mu-ên 4: 4), khi đó anh mới năm tuổi vào thời điểm cha và ông nội qua đời. Trong thời gian, anh ấy đã đến dưới sự bảo vệ của David (2 Sa-mu-ên 9: 7–13). Mephibosheth có một con trai nhỏ, Micah (2 Sa-mu-ên 9:12), người có bốn con trai  và con cháu họ được đặt tên cho đến thế hệ thứ chín (1 Sử-ký 8: 35–38) .

## Làm vua Israel

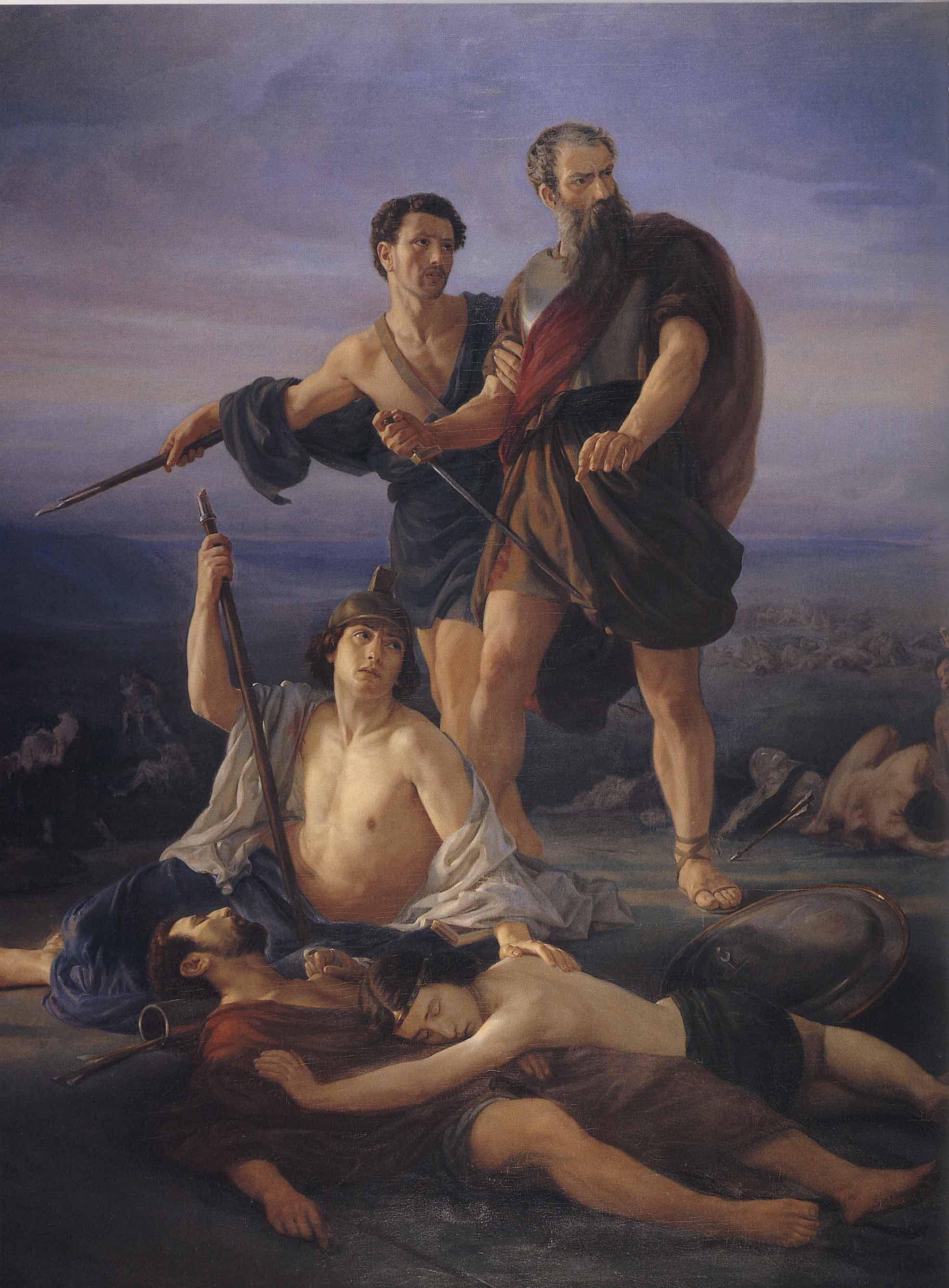
"Cái chết của vua Saul", 1848 vẽ bởi Elie Marcuse (Germany and France, 1817–1902)

Sách Sa-mu-ên thứ nhất trình bày ba câu chuyện về việc Sau-lơ lên ngôi trong ba chương kế tiếp:
Sau-lơ được sai đi với một người hầu để tìm kiếm những con lừa lạc của cha mình. Rời khỏi nhà của ông tại Gibeah, cuối cùng họ đến quận Zuph, lúc đó Sau-lơ đề nghị từ bỏ việc tìm kiếm của họ. Người hầu của Sau-lơ nói với ông rằng họ tình cờ đến gần thị trấn Ra-ma, nơi nổi tiếng với vị tiên tri của Jehovah, và gợi ý rằng họ nên hỏi ý kiến vị tiên tri trước. Vị tiên tri (sau này được văn bản xác định là Sa-mu-ên) thể hiện sự hiếu khách với Sau-lơ và sau đó thuốc xức dầu riêng anh ta (1 Sa-mu-ên 9).
Một phong trào phổ biến đã phát sinh để thiết lập một chế độ quân chủ tập trung như các quốc gia khác, Samuel tập hợp dân chúng tại Mizpah trong Benjamin bổ nhiệm một vị vua, thực hiện lời hứa trước đó của ông là làm như vậy (1 Sa-mu-ên 8) . Samuel chọn 1 người trong chi phái Bên-gia-min, thuộc gia tộc Matri, đó là Sau-lơ. Sau khi được chọn làm quốc vương, Sau-lơ trở về nhà của mình ở Gibeah, cùng với một số môn đồ (1 Sa-mu-ên 10: 17-24). Tuy nhiên, một số người tỏ ra không hài lòng với việc  Saul làm vua. Người Ammonites, do Nahash dẫn đầu, bao vây Jabesh-Gilead. Theo các điều khoản đầu hàng, những người cư ngụ trong thành phố sẽ bị bắt làm nô lệ và bị cắt bỏ mắt phải. Thay vào đó, họ gửi lời này cho người kia bộ lạc của Israel và các bộ lạc phía tây sông Jordan tập hợp một đội quân dưới quyền Sau-lơ. Sau-lơ dẫn quân chiến thắng quân Ammonites, và dân chúng tụ tập tại Gilgal nơi họ tôn vinh Sau-lơ là vua và ông được đăng quang (1 Sa-mu-ên 11). Hành động đầu tiên của Sau-lơ là ân xá với những người trước đây đã tranh giành vương quyền với ông.

## Chiến tích
Sau khi giải vây cho Jabesh-Gilead, Sau-lơ tiến hành các chiến dịch quân sự chống lại người Mô-áp, Am-môn, E-đôm, Aram Rehob, Zobah, Philistines, và Amalekites (1 Sa-mu-ên 14:47). Một bản tóm tắt trong Kinh thánh nói rằng "bất cứ nơi nào ông tham chiến, ông đều chiến thắng".
Vào năm thứ hai của triều đại vua Sau-lơ, con trai ông là Jonathan, và một lực lượng nhỏ khoảng vài nghìn binh lính Y-sơ-ra-ên đã đánh bại một lực lượng khổng lồ của người Phi-li-tin gồm 3.000 chiến xa, 6.000 kỵ mã và hơn 30.000 bộ binh khi vượt qua Michmash. Sau trận chiến, Sau-lơ ra lệnh cho quân đội của mình kiêng ăn. Nhà sử học Joseph Benson cho rằng "Ý định của Sau-lơ khi đưa ra mệnh lệnh này chắc chắn là để tiết kiệm thời gian, tránh co người Phi-li-tin sẽ chiếm được đất của Israel. Nhưng thực tế cho thấy đó là một chính sách sai lầm; dân chúng quá yếu ớt vì thiếu thức ăn, họ đào ngũ và bị người Phi-li-tin giết nhiều hơn là nếu họ được dừng lại để nghỉ ngơi". Nhóm của Jonathan đã không biết về mệnh lệnh và ăn mật ong, dẫn đến việc Jonathan nhận ra rằng anh đã vi phạm một lời thề mà anh không hề hay biết, nhưng vẫn phải chịu trách nhiệm về việc vi phạm của nó, cho đến khi sự can thiệp của mọi người cho phép Jonathan được cứu khỏi cái chết vì chiến thắng của ông trước quân Philistines.

## Saul và David

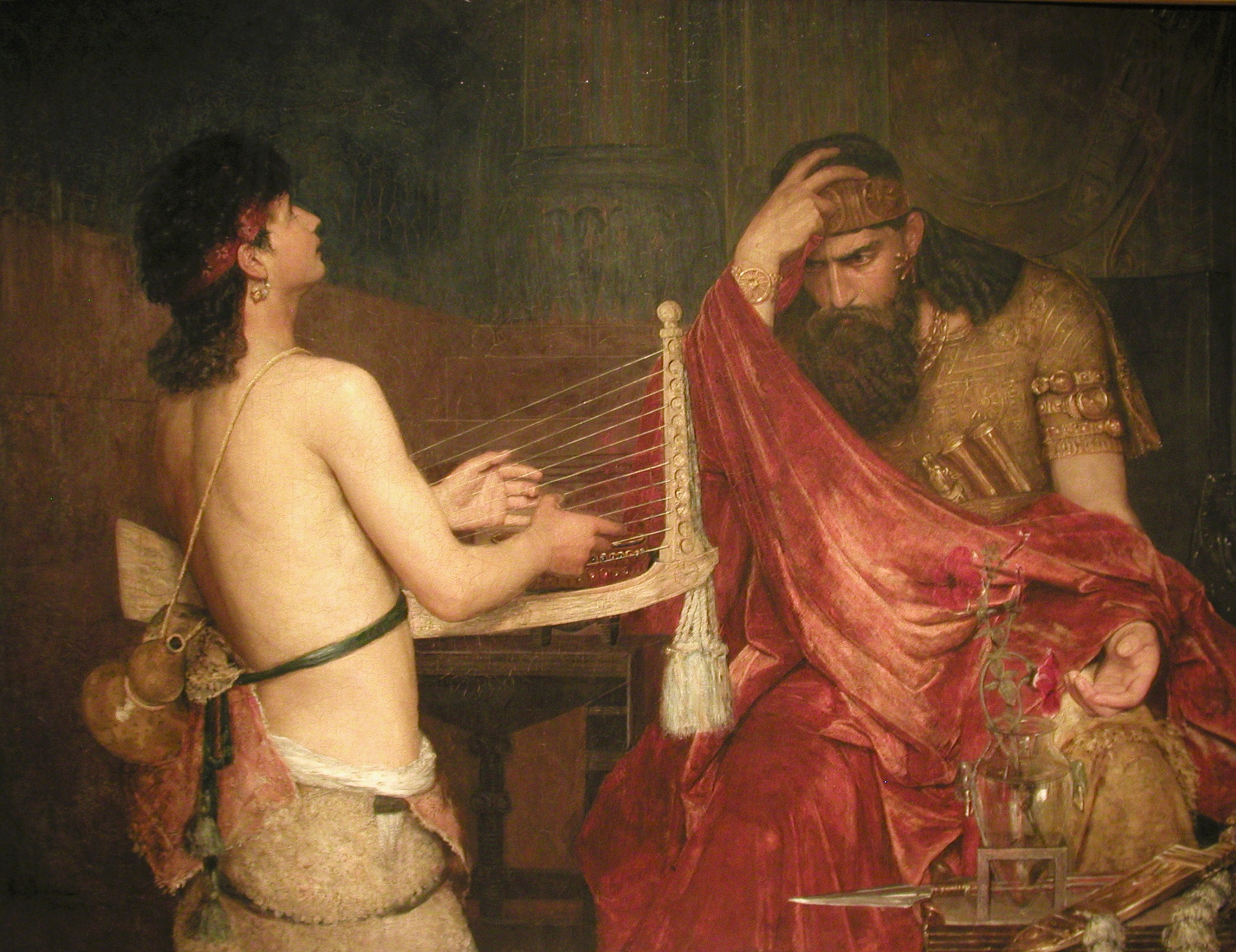
David và Saul, vẽ bởi Ernst Josephson

Sau khi Sa-mu-ên nói với Sau-lơ rằng Jehovah đã từ bỏ Saul, và David con trai của Jesse, từ chi phái Judah sẽ làm vua Israel. Kể từ thời điểm này, câu chuyện của Sau-lơ chủ yếu kể về mối quan hệ ngày càng rắc rối của ông với Đa-vít.
Samuel hướng đến Bethlehem, bề ngoài là để gặp gỡ Jesse và các con trai của anh ấy. Ăn tối cùng nhau, các con trai của Jesse lần lượt được đưa đến gặp Samuel, mỗi đứa đều bị từ chối; cuối cùng, Jesse gửi cho David, người trẻ nhất, người đang chăn cừu. Khi mang đến cho Sa-mu-ên, Đa-vít được ông xức dầu trước mặt các anh em khác của mình.
Trong (1 Sa-mu-ên 16: 14–23) Sau-lơ gặp rắc rối bởi một ác thần do Jehovah sai đến. Ông yêu cầu được âm nhạc nhẹ nhàng và một người hầu giới thiệu David là con trai của Jesse, người nổi tiếng với kỹ năng chơi đàn hạc và các tài năng khác.
Khi yêu cầu của Saul đến với Jesse, ông ta gửi David, người đã chăn đàn chiên, với những món quà đến cung điện như một cống vật, và Đa-vít được bổ nhiệm làm người mang áo giáp cho Sau-lơ. Với sự cho phép của Jesse, David ở lại trong cung điện, chơi đàn hạc khi cần thiết để giúp Saul bình tĩnh trong lúc ác thần quấy rối vua. (1 Sa-mu-ên 17:15)
(1 Sa-mu-ên 17: 1–18: 5) Người Phi-li-tin quay trở lại với một đội quân tấn công Y-sơ-ra-ên, còn quân Phi-li-tin và Y-sơ-ra-ên tập hợp ở hai phía đối diện của một thung lũng. Người khổng lồ của Philistine Goliath đưa ra thách chiến đấu tay đôi với các dũng sĩ Israel, nhưng không người Israel nào dám đối mặt với hắn. David được mô tả là một người chăn cừu trẻ tuổi, có nhiệm vụ giao thức ăn cho ba người anh cả của mình trong quân đội, và anh ta nghe thấy lời thách thức của Goliath. Đa-vít nói những lời chế nhạo về người Phi-li-tin với một số binh lính; bài phát biểu của anh ta bị nghe lén và báo cáo cho Sau-lơ, người đã triệu tập Đa-vít và chỉ định Đa-vít đối đầu với Goliath. David dễ dàng đánh bại Goliath chỉ với một cái dây và hòn đá. Ở cuối cuộc nói chuyện, Sau-lơ hỏi tướng quân của mình Abner rằng David là ai. Sau-lơ đã cho phép con gái lớn của mình là Merab làm vợ cho David, sau chiến thắng của anh ta trước Goliath, nhưng David từ chối. Khi David trở về sau trận chiến, nhân dân ca ngợi anh trong bài hát:
"Sau-lơ giết hàng nghìn người nhưng Đa-vít giết hàng vạn" 
 ngụ ý rằng David là chiến binh vĩ đại hơn. Sau-lơ lo sợ về sự yêu mến ngày càng tăng mà người dân dành cho Đa-vít và do đó, ông coi ông là đối thủ của ngai vàng.
Con trai của Sau-lơ là Jonathan và David trở thành bạn thân. Giô-na-than công nhận Đa-vít là vị vua hợp pháp, và "lập giao ước với Đa-vít, vì ông yêu ông như chính linh hồn mình." Jonathan thậm chí còn đưa cho David bộ quần áo quân sự của mình, tượng trưng cho vị trí kế vị Saul của David.

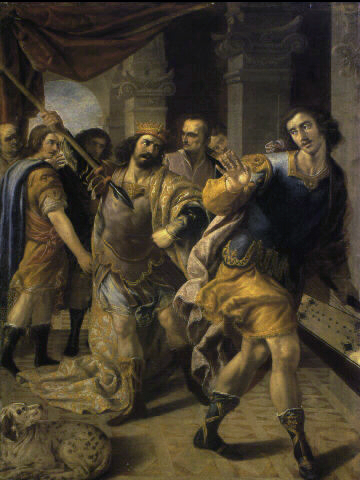
Saul ném giáo về phía David, bởi José Leonardo.

Có hai lần, Sau-lơ ném giáo vào Đa-vít khi anh đang chơi đàn hạc cho Sau-lơ. Đa-vít né được cả thảy và Sau-lơ ngày càng trở nên bực bội. Bấy giờ Sau-lơ chủ động âm mưu chống lại Đa-vít. Sau-lơ đã dâng cô con gái khác của mình, Michal để kết hôn với David. Ban đầu David cũng từ chối lời đề nghị này, cho rằng anh ấy quá nghèo. Saul đề nghị nếu David giết được 100 lính Philistine thì sẽ được cưới Michal, Saul dự định rằng David sẽ chết dưới mũi kiếm quân địch. Tuy nhiên, David đã giết 200 quân địch và kết hôn với Michal. Giô-na-than dàn xếp một cuộc hòa giải ngắn ngủi giữa Sau-lơ và Đa-vít và trong một thời gian, Đa-vít phục vụ Sau-lơ như trong quá khứ (1 Sa-mu-ên 19: 1–7) cho đến khi các ác thần tái xuất hiện. Saul cử sát thủ ám sát David vào ban đêm, nhưng Michal đã giúp anh ta trốn thoát, cô đã lừa đám sát thủ bằng cách đặt một hình nộm trên giường của David. David chạy đến chỗ Jonathan, người sắp xếp một cuộc gặp với cha anh. Trong khi ăn tối với Sau-lơ, Jonathan giải thích về sự vắng mặt của Đa-vít, nói rằng David đã về nhà với anh em của mình. Nhưng Sau-lơ nhìn thấu được mưu kế và khiển trách Jonathan vì đã bảo vệ David, cảnh báo anh rằng tình yêu của anh dành cho David sẽ khiến anh mất cả ngôi vua, tức giận ném một ngọn giáo vào anh. Ngày hôm sau, Jonathan gặp David và nói cho anh ta biết ý định của Saul. Hai người bạn nói lời tạm biệt và David bỏ trốn về vùng nông thôn. Sau đó, Saul gả Michal cho một người đàn ông khác.
Ít lâu sau, Sau-lơ được người chăn cừu tên Doeg người Ê-đôm thông báo, thầy tế lễ thượng phẩm đó Ahimelech đã hỗ trợ David, trao cho anh ta thanh gươm của Goliath, đã được cất giữ tại đền thờ ở Nob. Doeg giết Ahimelech và 85 linh mục khác và Saul ra lệnh giết toàn bộ dân cư của Nob.
David đã rời khỏi Nob vào thời điểm này và đã thu thập được khoảng 300 người bất mãn, bao gồm cả một số người sống ngoài vòng pháp luật. Cùng với những người này, David giải cứu thị trấn Keilah từ một cuộc tấn công của người Philistine. Sau-lơ nhận ra rằng mình có thể gài bẫy Đa-vít và người của ông bằng cách trà trộn vào thành phố để bao vây. Đa-vít nhận ra rằng các công dân của Keilah sẽ phản bội ông để theo Sau-lơ. Ông chạy trốn đến Ziph và bị Saul truy đuổi. Sau-lơ truy đuổi David trong vùng lân cận của Ziph trong hai lần.
Một số cư dân của Ziph phản bội đã báo vị trí của Đa-vít cho Sau-lơ, nhưng Đa-vít kịp thời về điều đó và cùng người của mình chạy trốn đến Maon. Sau-lơ đi theo Đa-vít, nhưng buộc phải ngừng truy đuổi khi quân Phi-li-tin xâm lược. Sau khi giải quyết với mối đe dọa bên ngoài, Saul tiếp tục truy bắt David đến các hang động tại Engedi. Khi tìm kiếm trong hang, David đã cố gắng cắt đứt một mảnh áo choàng của Sau-lơ mà không bị phát hiện, tuy nhiên David đã ngăn người của mình làm hại nhà vua. Sau đó, Đa-vít rời khỏi hang động, tiết lộ hành động bản thân với Sau-lơ, và thuyết phục Sau-lơ làm hòa.
Vào lần thứ hai, Sau-lơ trở lại Ziph cùng với quân lính. Khi Đa-vít nghe nói về điều này, ông lẻn vào trại của Sau-lơ vào ban đêm, và một lần nữa ngăn người của mình giết vua; thay vào đó anh ta đánh cắp giáo và bình nước của Sau-lơ, để ngọn giáo của mình đâm xuống đất bên cạnh Sau-lơ. Ngày hôm sau, Đa-vít tiết lộ hành động của mình trước toàn thể binh lính của Sau-lơ, cho họ xem cái bình và ngọn giáo để làm bằng chứng rằng ông có thể đã giết vua nhưng ông đã không làm. Sau đó, Đa-vít thuyết phục Sau-lơ làm hòa với mình; hai người thề không bao giờ làm hại nhau. Sau đó họ không bao giờ gặp lại nhau nữa.

## Cái chết

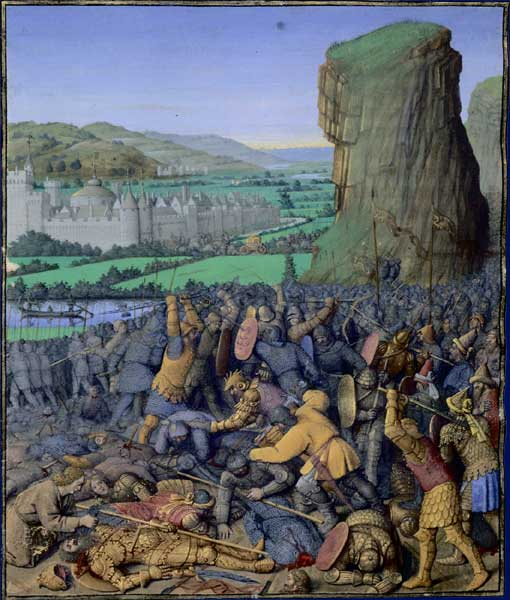
Trận đánh Gilboa vẽ bởi Jean Fouquet

Người Palestine lại gây chiến, tập hợp tại Shunem, và Sau-lơ dẫn quân đội của mình đối mặt với họ tại núi Gilboa. Trước trận chiến, vua Saul đi tham khảo ý kiến của một bà đồng tại Endor. Vua đóng giả người bình thường, không cho biết về danh tính của mình, nhắc nhở bà đồng rằng nhà vua đã cho nghề phù thủy là vi phạm pháp luật (luật pháp Vương quốc Israel thời đó coi việc đồng là bất hợp pháp), nhưng vua đảm bảo với bà rằng sẽ không làm hại bà. Bà đồng gọi hồn nhà tiên tri Samuel, người trước khi chết đã tiên tri rằng Saul sẽ mất vương quốc. Samuel nói với  vua rằng Đức Chúa Trời đã hoàn toàn từ bỏ Sau-lơ, sẽ không còn nghe lời cầu nguyện của Saul, đã trao vương quốc của Sau-lơ cho Đa-vít và phán rằng ngày hôm sau vua sẽ thua cả trận chiến và mạng sống của mình. Sau-lơ sợ hãi sụp đổ, cận vệ phải cho vua ăn để ổn định lại tinh thần và chờ đợi trận chiến ngày hôm sau.
Sách Sa-mu-ên đưa ra những lời tường thuật mâu thuẫn về cái chết của Sau-lơ. Trong (1 Sa-mu-ên), và trong lời tường thuật song song trong (1 Sử-ký 10), dân Y-sơ-ra-ên bị đánh bại chạy trốn khỏi kẻ thù và Sau-lơ yêu cầu người mang áo giáp giết mình, nhưng người mang áo giáp từ chối, và vì vậy Sau-lơ rơi xuống gươm của chính mình. Trong (2 Samuel), một người Amalekite nói với Đa-vít rằng ông thấy Sau-lơ tự sât bởi thanh kiếm của mình; Đa-vít đã xử tử người Amalekite vì đã giết vị vua được xức dầu của Chúa.
Những người Phi-li-tin chiến thắng thu hồi xác của Sau-lơ cũng như của ba người con trai của ông cũng chết trong trận chiến, chặt đầu họ và trưng bày trên tường thành Bethlehem. Họ trưng bày áo giáp của Sau-lơ trong đền thờ Ashtaroth (đền thờ của người Ca-na-an). Nhưng vào ban đêm, cư dân của Jabesh-Gilead vớt xác để hỏa táng và chôn cất (1 Sa-mu-ên 31: 8–13, 1 Sử-ký 10:12). Sau đó, Đa-vít lấy xương của Sau-lơ và của con trai ông là Jonathan và chôn chúng tại Zela, trong mộ của cha ông (2 Sa-mu-ên 21: 12–14).. Lời tường thuật trong (1 Sách sử ký) tóm tắt bằng cách nói rằng:
"Sau-lơ chết vì sự bất trung mà ông đã phạm với Chúa, vì ông không giữ lời Chúa, và cũng vì ông đã tìm đến thầy bói".